# Dietrich Prall
Dietrich Prall (auch: Dyrick Prall; geboren vor 1501; gestorben nach 1525) war ein deutscher Münzmeister.

## Leben
Prall wirkte knapp ein Viertel Jahrhundert von 1501 bis 1525 als Münzmeister der Stadt Lüneburg, in der er auch seinen Wohnsitz hatte. In diesem Zeitraum war er von 1501 bis 1512 auch Münzmeister von Hannover, übertrug jedoch die Bedienung der stadthannoverschen Münze  seinem Alt-Gesellen (Ohm) Dietrich Becker. Am 4. April 1505 erhielt Prall vom Rat der Stadt Hannover sowie von den hannoverschen Geschworenen die Mitteilung, „man wolle ihn gern als Münzmeister behalten, er müsse aber dann zu Michaelis mit seiner Familie seinen Wohnsitz in Hannover nehmen, sonst müßten sie sich nach einem anderen Münzmeister umsehen.“ Dennoch wurde das hannoversche Münzschreibebuch auch danach noch von Dietrich Becker weitergeführt, so dass angenommen wird, Prall wäre der Aufforderung nicht nachgekommen.
Mutmaßlich hat Prall nie in Hannover gewohnt; zumindest dort führte er auch kein Münzzeichen.